# Puente de Manhattan
El puente de Manhattan (en inglés: Manhattan Bridge) es un puente colgante que cruza el río Este en la ciudad de Nueva York, que conecta al Bajo Manhattan (en la calle Canal) con Brooklyn (en la extensión de la Avenida Flatbush), en Long Island. Fue el último de los tres puentes colgantes de la parte baja del río Este en ser construido, precedido de los puentes de Brooklyn y del puente de Williamsburg. 

## Descripción

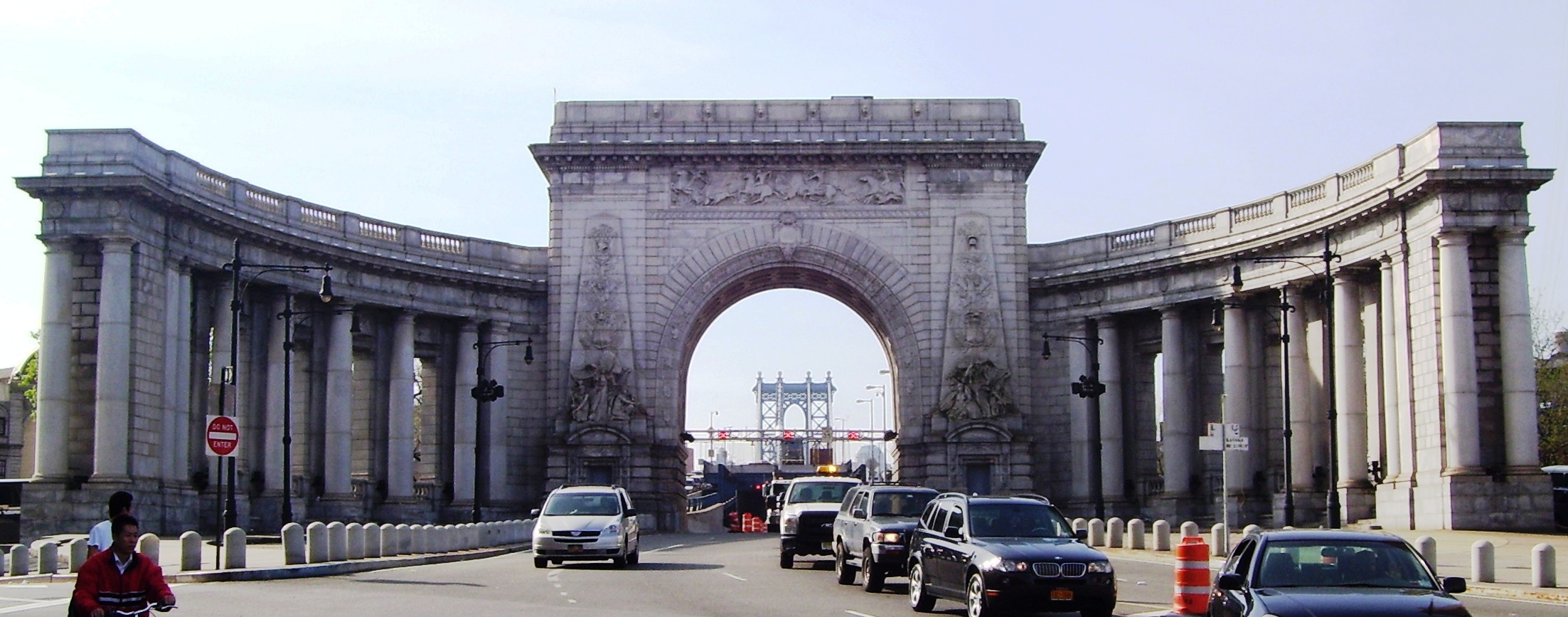
El arco triunfal del Renacimiento griego y la columnata en la entrada del puente de Manhattan.

El puente fue abierto al tráfico el 31 de diciembre de 1909, y fue diseñado y construido por el ingeniero de puentes polaco Ralph Modjeski, con el desvío de cables diseñado por Leon Moisseiff, que luego diseñó el desconocido Galloping Gertie (el del Puente Angosto de Tacoma que se derrumbó en 1940). Tiene cuatro carriles de vehículos en el nivel superior (divididos entre dos caminos). El nivel inferior tiene tres carriles, cuatro vías del metro, una acera peatonal y una ciclovía. El nivel superior, que originalmente era utilizado para tranvías, cuenta con dos carriles en cada dirección, y el nivel más bajo es de un solo sentido. Anteriormente la Ruta Estatal de Nueva York 27 pasaba por el puente y después estaba previsto que pasará la Ruta Estatal de Nueva York 478. No se cobran peajes a los vehículos de motor que utilizan el puente de Manhattan.
El camino peatonal original en el lado sur del puente fue reabierto después de sesenta años, en junio de 2001. También fue utilizado por bicicletas hasta finales del verano de 2004, cuando se abrió una ciclovía en el lado norte del puente. Así, se estima que cada día cruzan el puente 450.000 personas en 85.400 vehículos y 950 trenes. Se calcula que el 75% de los usuarios que transitan por el Manhattan Bridge lo hacen en transporte público, y que un mínimo de 4000 ciclistas lo atraviesan cada jornada.

## Galería

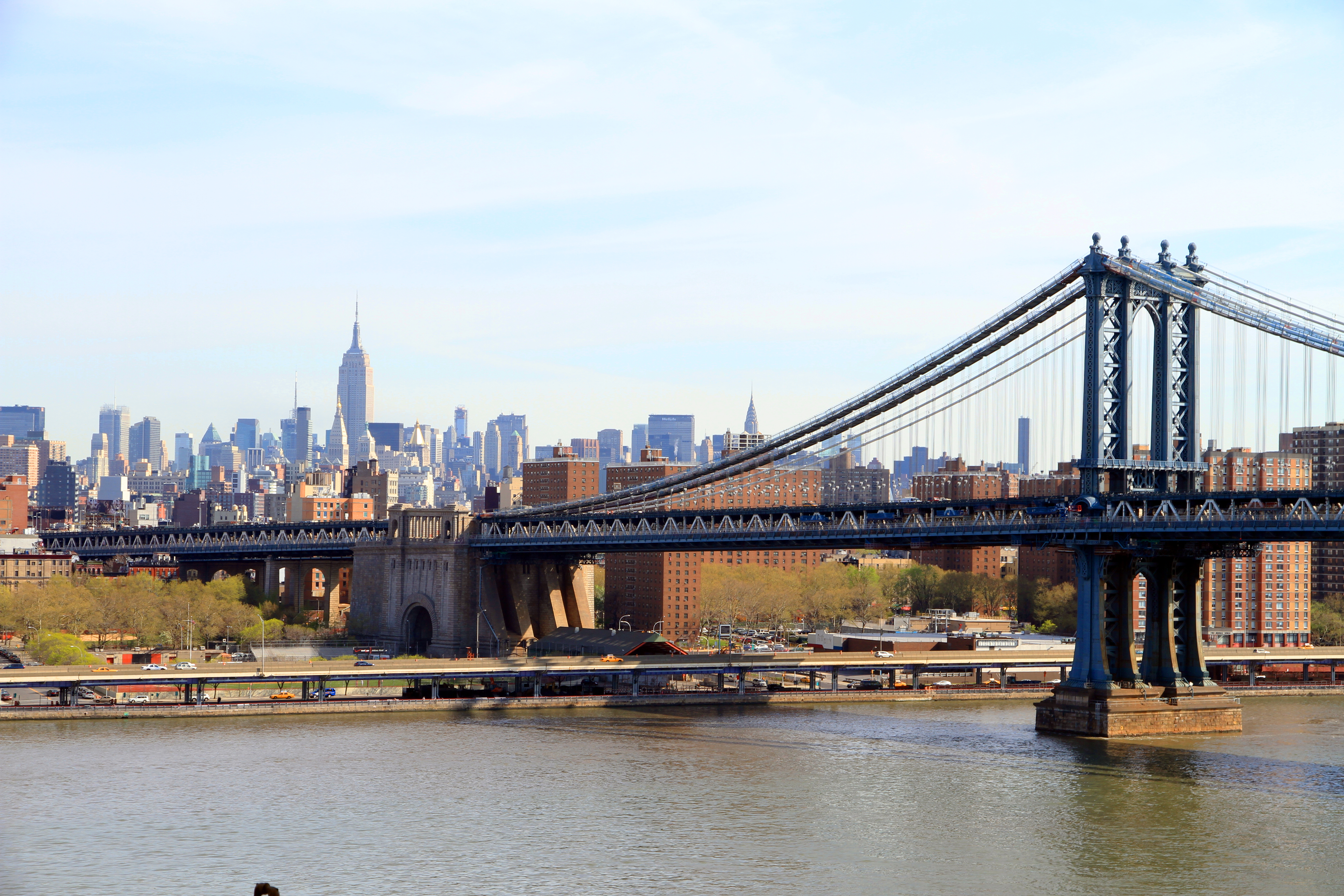
Vista desde el Puente de Brooklyn.
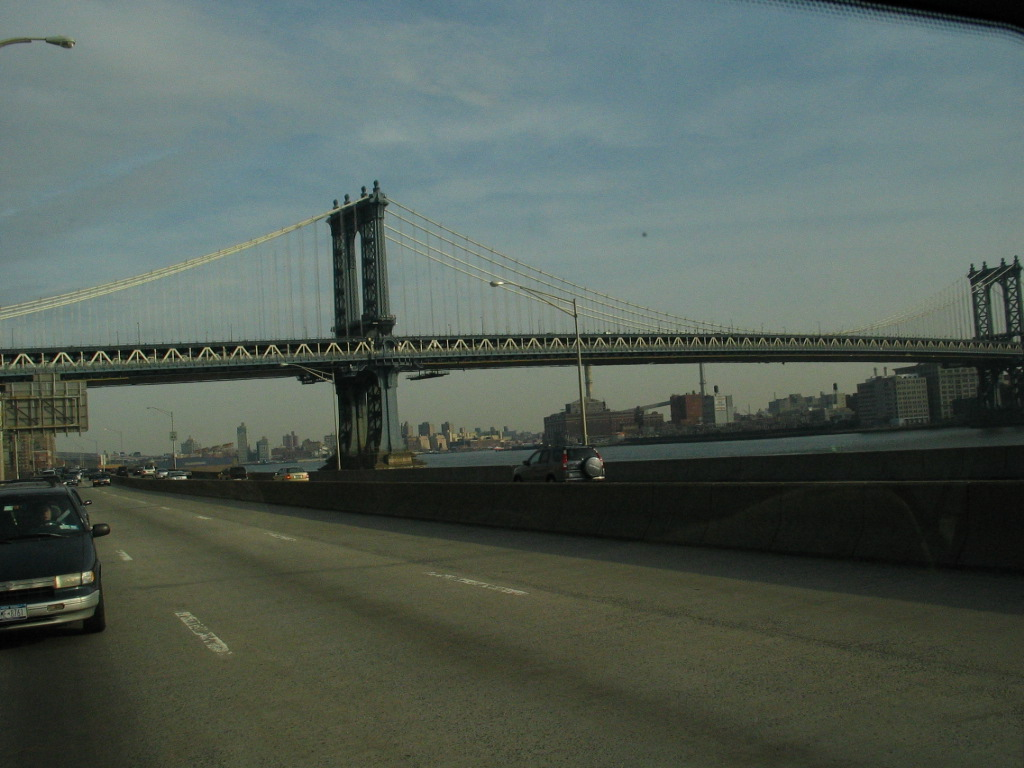
Visto desde FDR Drive.
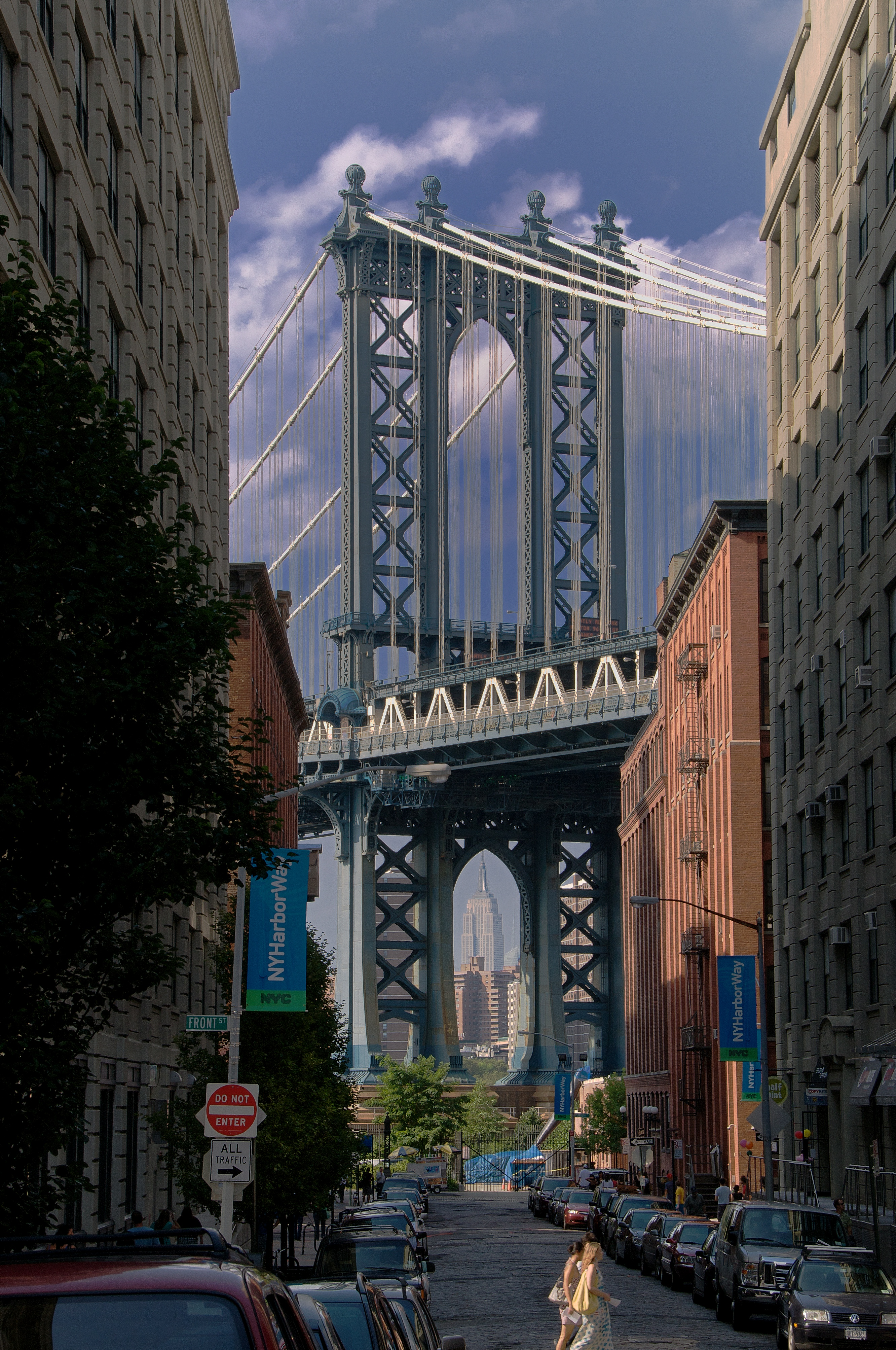
El Empire State visto a través de los pilares.
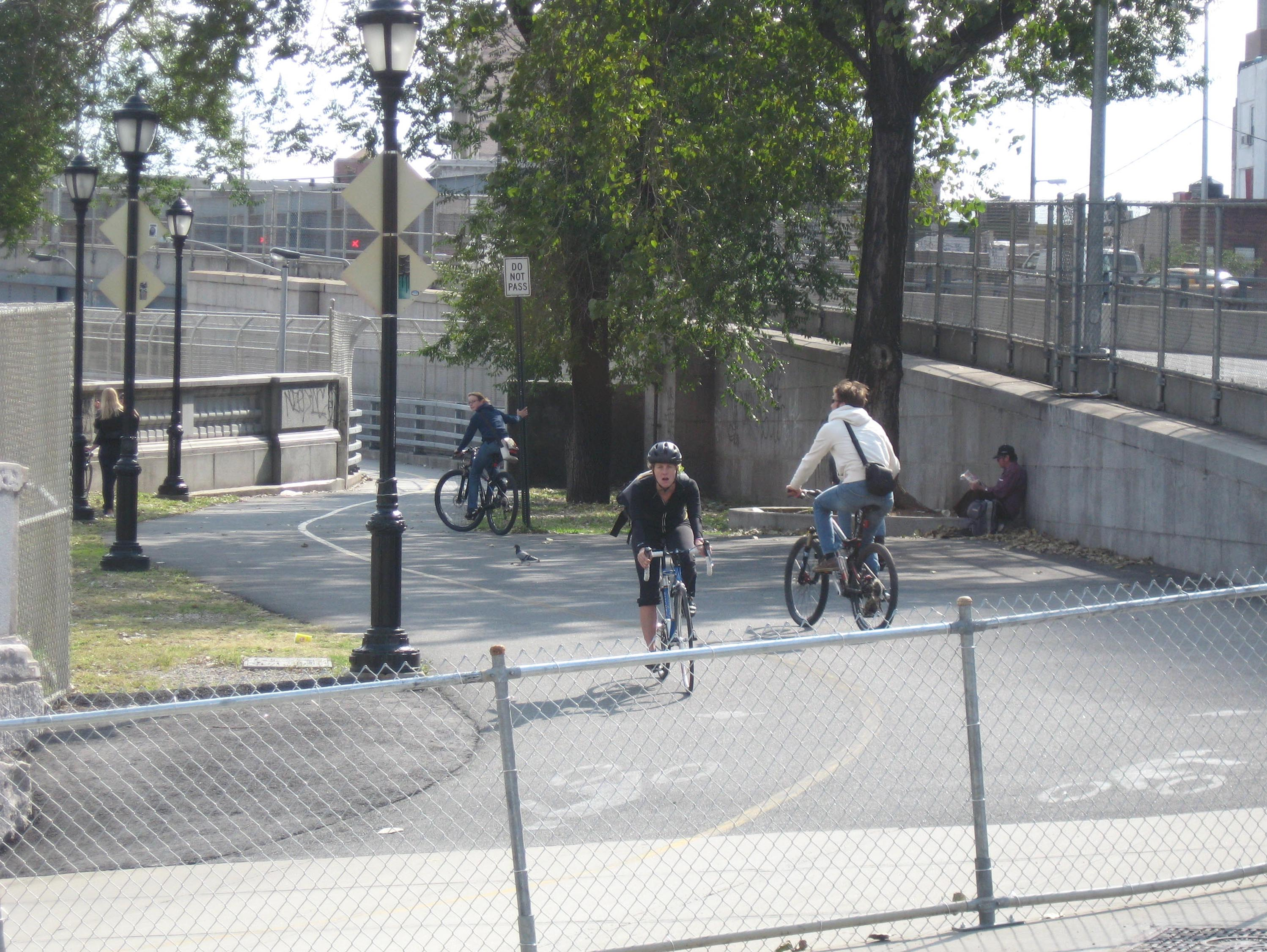
Ciclovía de Manhattan
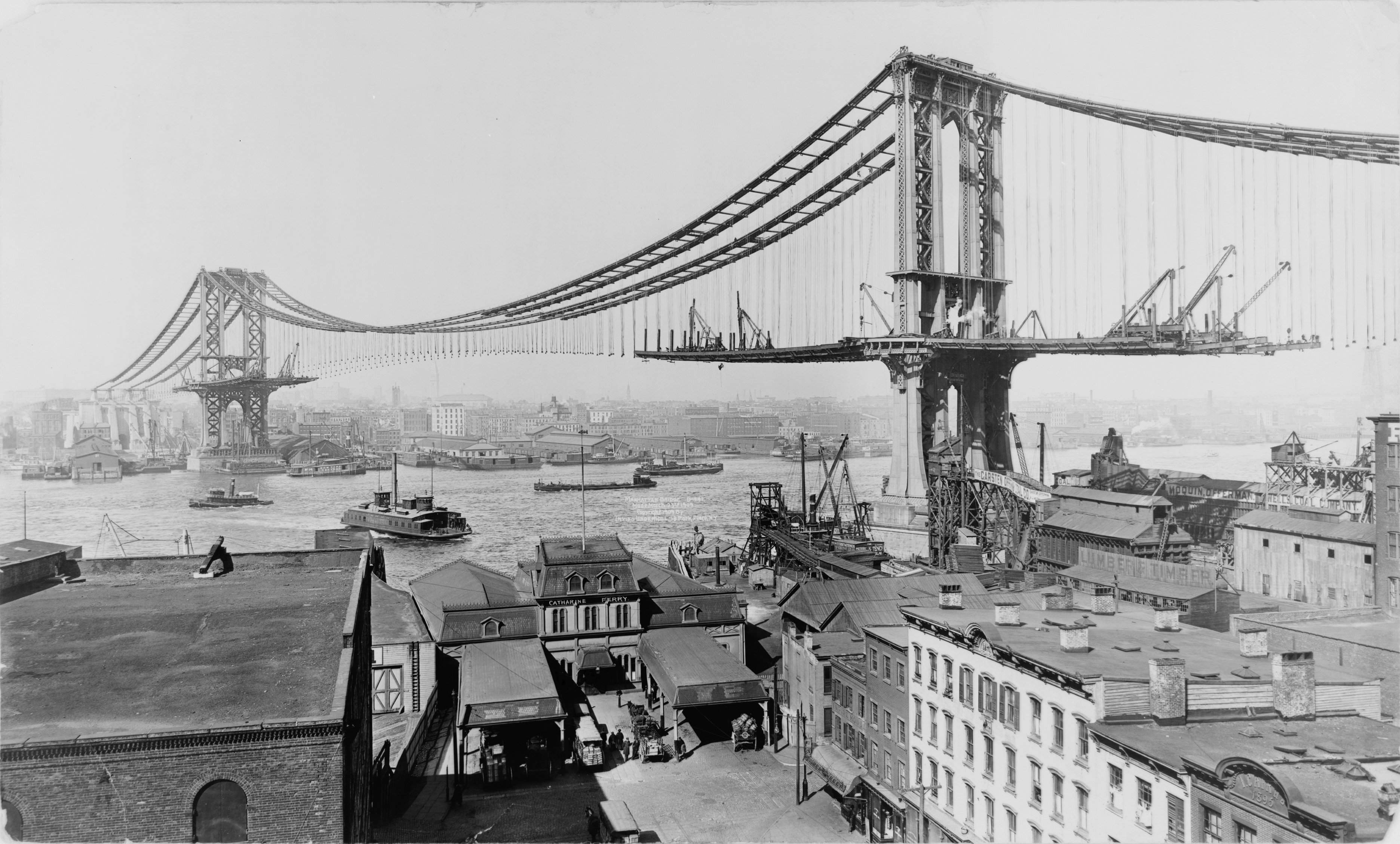
El puente en construcción.
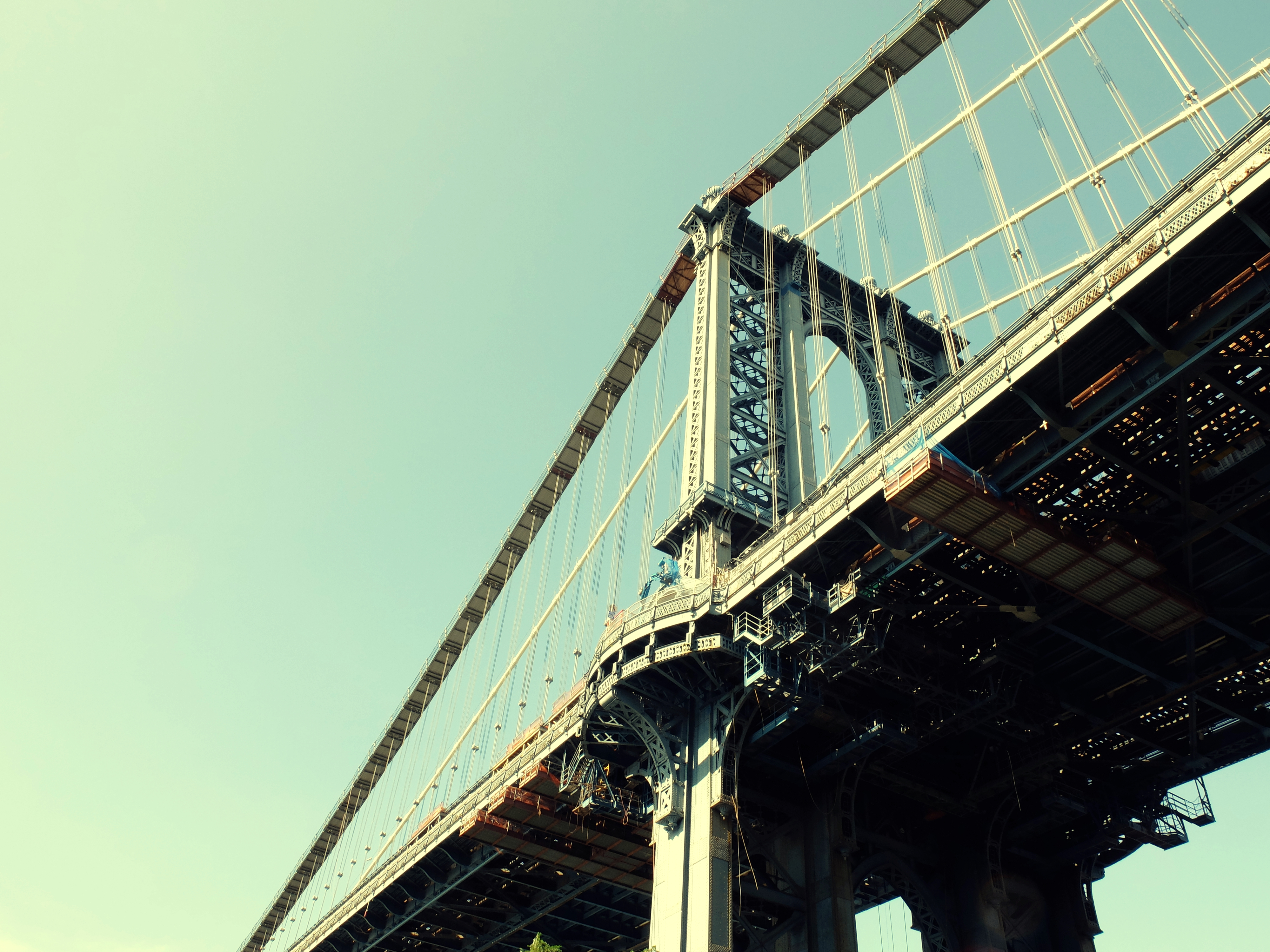
Puente de Manhattan